# Ментюков, Юрий Алексеевич
Юрий Алексеевич Ментюков (род. 7 февраля 1962, Москва) — советский и российский футболист, опорный полузащитник, известный по выступлениям за «Динамо» (Москва). Обладатель Кубка СССР по футболу, мастер спорта.

## Карьера
Воспитанник футбольной школы «Динамо» (Москва), его первым тренером был В. П. Кесарев. С 1979 года играл за дубль, 21 ноября 1980 года сыграл первый матч за основную команду «Динамо». Всего за «Динамо» сыграл 107 матчей, забил 5 голов (в чемпионате СССР 93 матча, 3 гола), стал обладателем Кубка СССР 1984. В 1984 году получил две тяжёлые травмы ноги и после восстановления играл за клубы второй лиги.
В 1994 году был играющим тренером рыбинского «Вымпела», позже работал тренером ДЮСШ «Красногвардеец» и ДЮСШ «Чертаново» (Москва). Работал тренером в СДЮСШОР «Динамо», в 2007 году возглавлял дублирующий состав «Динамо». В настоящее время работает тренером в ФК ФШМ.

## Достижения
- Обладатель Кубка СССР 1984